# Желтокрылый краснохвостый попугай
Желтокрылый краснохвостый попугай (лат. Pyrrhura hoffmanni) — птица семейства попугаевых.

## Внешний вид
Длина тела 23 см; вес 75 г. Основная окраска оперения зелёная. На голове и груди оранжевые чешуйки. На затылке красное пятно, хвост — красный, тусклый. Первостепенные маховые перья крыла синие. Отличительной особенностью этих попугаев является жёлтый цвет внутренней стороны крыла.

## Распространение
Обитает в горных районах Коста-Рики и на западе Панамы.

## Образ жизни
Населяют горные леса и более открытые лесистые местности до высоты 3000 м над уровнем моря, во влажные сезоны могут спускаться до 1300 м над уровнем моря. Держатся стайками от 5 до 15 особей в верхушках деревьев. Питаются различными семенами и плодами.

## Размножение
Гнездятся в старых дуплах дятлов, гнездо располагается на высоте 8-20 м. Яйца белые.

## Классификация
Вид включает в себя 2 подвида.
- Pyrrhura hoffmanni gaudens Bangs, 1906
- Pyrrhura hoffmanni hoffmanni (Cabanis, 1861)

Латинское название этого попугая — по имени немецкого натуралиста Карла Гоффмана.